# Gołąbek ceglastoczerwony
Gołąbek ceglastoczerwony (Russula velenovskyi Melzer & Zvára) – gatunek grzybów należący do rodziny gołąbkowatych (Russulaceae).

## Systematyka i nazewnictwo
Pozycja w klasyfikacji według Index Fungorum: Russula, Russulaceae, Russulales, Incertae sedis, Agaricomycetes, Agaricomycotina, Basidiomycota, Fungi.
Po raz pierwszy opisali go w 1927 r. Václav Melzer i Jaroslav I. Zvára i nadana przez nich nazwa jest aktualna. Synonimy:
- Russula velenovskyi var. pallida Bon 1991
- Russula velenovskyi var. scrobiculata Melzer 1944[2].

Alina Skirgiełło w 1991 r. nadała mu polską nazwę gołąbek Velenovskiego, Władysław Wojewoda w 2003 r. zmienił ją na gołąbek ceglastoczerwony.

## Morfologia
Kapelusz
Średnica 2–9 cm, dość mięsisty, nie kruchy, początkowo półkulisty, następnie wypukły i w końcu rozszerzający się, na początku często z niskim garbem, potem mniej lub bardziej z wgłębionym środkiem, czasem zachowujący garba, który może zajmować prawie całe zagłębienie. Brzeg przez długi czas podwinięty, gładkie, u starszych okazów lekko żłobkowany. Powierzchnia matowa, dość ciemnoczerwona, czasem trochę ceglasta lub nawet z miedziowym odcieniem, winororudawa, lokalnie rdzawa, przeważnie przebarwiona w środku na odcienie morelowe, ochrowe lub oliwkowoochrowe. Skórka łatwo oddzielająca się na 2/3 średnicy kapelusza, gładka, początkowo lepka, szybko schnąca, ale dość błyszcząca.
Trzon
Wysokość 2,5–9 cm, grubość 0,5–2 cm, mocny, nierówny, cylindryczny lub nieco pogrubiony u nasady, pełny, później mniej lub bardziej watowaty lub nieregularnie komorowaty. Powierzchnia białya, często różowo nabiegła, zwłaszcza z różowoczerwoną plamą u nasady po jednej stronie, ale czasami także całkowicie biała, mało zmieniający się z wiekiem, tylko trochę rdzawa lub zabarwiającya się lekko brązowawo, w górnej części oprószona, drobno pomarszczona.
Blaszki
Początkowo dość gęste, później dość rzadkie i dość regularne, równe, słabo rozwidlone, ale tylko przy trzonie, faliste w miejscu przyczepu, z przodu tępe, o szerokości 3–6 mm, początkowo blade, potem trochę sinokremowe, na koniec ochrowe lub blado maślanożółte, z kredowobiałym refleksem na ostrzach przy zmianie padania światła. Pod wpływem siarczanu żelaza zmienia barwę na szaroróżową, pod wpływem fenolu na rudawą.
Miąższ
Dość gruby, początkowo dość twardy, potem nieco bardziej miękki, biały, w miejscach ukąszeń robaków trochę kremowy lub słomkowy. Ma nieznaczny zapach i łagodny smak.
Wysyp zarodników
Jasnoochrowy.
Cechy mikroskopowe
Podstawki 38–50 × 10–12 µm. Bazydiospory 6–10 × 6–7,8 µm, odwrotnie jajowate lub szerokoelipsoidalne, brodawkowato-kolczaste, prawie siateczkowate z nielicznymi łącznikami i dobrze widoczną łysinką często wydłużona, prostokątna, 2,75 × 2,37 µm. Cystydy wrzecionowate, tępe, lub z wydłużonym kończykiem, o szerokości 8–12 µm, pod działaniem fuksyny wydzielające czerwone kropelki. W skórce trzonu są dermatocystydy i strzępki mleczne.

## Występowanie i siedlisko
Występuje w Ameryce Północnej, Europie i Azji. W Polsce W. Wojewoda w 2003 r. przytoczył 8 stanowisk z uwagą, że jego rozprzestrzenienie i stopień zagrożenia nie są znane. W późniejszych latach podano nowe stanowiska, aktualne stanowiska podaje także internetowy atlas grzybów. Znajduje się w nim na liście gatunków zagrożonych i wartych objęcia ochroną.
Naziemny grzyb mykoryzowy. Występuje w suchych lasach liściastych, mieszanych i sosnowych.
Jest grzybem jadalnym.